# غسان المجالي
غسان المجالي دبلوماسي أردني شغل سابقًا منصب سفير الأردن لدى إسبانيا. عُين في سبتمبر 2018 سفيرًا للأردن لدى إسرائيل، وفي 8 نوفمبر 2018 قدم أوراق اعتماده إلى الرئيس الإسرائيلي.

## أوسمة
- سلمت سفيرة إسبانيا لدى الأردن أرانثاثو بانيون دابالوس المجالي وسام الصليب الأعظم من وسام إيزابيل الكاثوليكية تقديرًا له أثناء عمله رئيسًا للبعثة الأردنية لدى بلادها.[3]